# Liste der portugiesischen Botschafter in Nigeria
Die Liste der portugiesischen Botschafter in Nigeria listet die Botschafter der Republik Portugal in Nigeria auf. Die beiden Staaten unterhalten seit 1975 diplomatische Beziehungen.
1976 eröffnete Portugal seine Botschaft in der nigerianischen Hauptstadt Lagos. Nach dem Umzug der Hauptstadt nach Abuja Ende 1991 bezog 2014 auch die portugiesische Botschaft dort Quartier, in der Usuma Street Nr. 53 im Stadtteil Maitama. Ab dem 13. September 2014 war die Botschaft in Lagos unbesetzt, 2017 wurde sie in Abuja neu eröffnet.
Zum Amtsbezirk der portugiesischen Botschaft in Nigeria gehören auch die Länder Ghana, Kamerun und Liberia.

## Missionschefs
| Name                                           | Bild     | Amtszeit                              | Anmerkungen                                                     |
| Portugal                                       | Portugal | Portugal                              | Portugal                                                        |
| ---------------------------------------------- | -------- | ------------------------------------- | --------------------------------------------------------------- |
| João Uva de Matos Proença                      |          | 28. August 1978 –24. Juli 1979        | bereits seit dem 21. Juni 1976 Leiter der Botschaft             |
| Ilidio Soares                                  |          | ?–7. Dezember 1979                    | Archivbeauftragter, seit dem 25. Juli 1979 Leiter der Botschaft |
| Armando Nunes de Freitas                       |          | 11. Januar 1980 –12. Januar 1984      | bereits seit dem 27. Dezember 1979 Leiter der Botschaft         |
| Rui Fernando de Meira Ferreira                 |          | 19. Mai 1984– 20. November 1989       | bereits seit dem 24. März 1984 Leiter der Botschaft             |
| Nuno Maria da Cunha e Távora Silveira e Lorena |          | 2. Februar 1990 –3. April 1994        | bereits seit dem 18. Januar 1990 Leiter der Botschaft           |
| Filipe Orlando de Albuquerque                  |          | ?–31. März 1999                       | seit dem 5. Oktober 1994 Leiter der Botschaft                   |
| António José da Câmara Ramalho Ortigão         |          | 26. Juli 1999– 11. November 2004      | bereits seit dem 12. Juli 1999 Leiter der Botschaft             |
| Maria de Fátima de Pina Perestrello            |          | ?–25. September 2009                  | seit dem 7. März 2005 Leiterin der Botschaft                    |
| João Maria Rebelo de Andrade Cabral            |          | ?–27. November 2011                   | seit dem 6. Oktober 2010 Leiter der Botschaft                   |
| Simeão Archer Pinto Mesquita                   |          | 30. November 2011– 12. September 2014 | Botschafter                                                     |
| António Pedro da Vinha Rodrigues da Silva      |          | seit 24. September 2014               | Geschäftsträger auf Abruf                                       |
| António Pedro da Vinha Rodrigues da Silva      |          | 24. Juli 2017– 26. Oktober 2018       | Botschafter, am 18. Januar 2018 akkreditiert                    |
| Luís Filipe Ribeiro da Silva Barros            |          | seit 14. Dezember 2018                | Botschafter                                                     |